# Новая Вожойка
Новая Вожойка — деревня в Якшур-Бодьинском районе Удмуртской республики.

## География
Находится в центральной части Удмуртии на расстоянии приблизительно 21 км на юг по прямой от районного центра села Якшур-Бодья.

## История
Известна с 1955 года как поселок. До 2021 год входила в состав Чернушинского сельского поселения.

## Население
Постоянное население составляло 83 человека (1873), 187 (1893, 118 удмуртов и 69 русских), 259 (1905), 299 (1924), 105 человек в 2002 году (удмурты 55 %, русские 40 %), 115 в 2012.